# Voleibolni klub Minsk
O 'Voleibolni klub Minsk é um clube de voleibol bielorrusso fundado em 2006

## História
A instituição estadual de cultura física e esportes "Clube de Voleibol" Minsk "foi criada através da decisão do Comitê Executivo da cidade de Minsk cujo protocolo é de número 1198 datado de 21 de junho de 2006..
O clube tem atividades tanto na variante masculina quanto na feminina, assim como no voleibol de praia, e também é formador das categorias de base em ambos os naipes, cuja escola para crianças e jovens foi criada em 1967 dentro das dependências do clube.
A história do clube de vôlei se mistura com a recente República da Bielorrússia começou no verão de 2006, e desde então colecionam importantes feitos vitoriosos, e propõe a oferecer a mesma estrutura para todos os departamentos de voleibol indoor e outdoor, sem distinção.
O elenco das segundas equipes masculinas e femininas, formam as seleções de base da seleção nacional, obtendo resultados positivos em edições do Campeonato Europeu e Mundiais.

## Voleibol masculino
O time principal masculino chamado de Stroitel Minsk,  “Construtor” foi o pioneiro, disputou a primeira liga do Campeonato Bielorrusso, logo estava na elite (Liga Superior), conquistando 7 títulos nacionais consecutivamente de 2009 a 2016,  nas temporadas 2009-10, além do octacampeonato da Copa da República da Bielorrússia, sedo o bicampeonato nas temporadas 2009-10 e 2010-11, e o hexacampeonato consecutivo nas temporadas 2009/2010, 2010/2011, 2012-13, 2013-14, 2014-15, 2015-16, 2016-17, 2017-18 e conquistando to título da Supercopa da Bielorrússia. E estreou na esfera internacional na edição da Challenge Cup de 2009, sendo eliminados na segunda rodada.
Na temporada 2011-12 disputou o campeonato nacional na Rússia, terminando na sétima posição e as oitavas de final da Challange Cup de 2011-12, em 2013 disputou e chegou a Copa Desafio, perdendo apenas para então atual campeão italiano.Na temporada 2014-15 foi semifinalista da correspondente Challenge Cup, um resultado histórico para p país.Na edição de 2017-18 alcançou as oitavas de final da Challenge Cup.

### Títulos conquistados
Campeonato Bielorrusso
- Campeão:2009-10,2010-11, 2011-12, 2012-13, 2013-14, 2014-15, 2015-16[5]

  Copa da Bielorrússia
- Campeão: 2009-10, 2010-11, 2012-13, 2013-14, 2014-15, 2016-17[5]

 Supercopa Bielorrussa
- Campeão: 2017-18[5].

 Liga dos Campeões da Europa
 Copa CEV
 Challenge Cup
 Mundial de Clubes

## Voleibol feminino
O voleibol feminino também tem sua tradição na Bielorrússia, então o conhecido  clube “Belbiznesbank – BSEU” foi fundado em 1999, que competiu pelo país nas copa europeias, liderando desde então as atividades de voleibol, conquistando o bicampeonato nacional nas temporadas 2000-01 e 2003-04, e no ano de 2006 renomeado “Minsk”, sendo incorporado pelo clube com o nome “Minčanka Minsk”, dando prosseguimento a história vitoriosa conquistando o pentacampeonato nacional nas temporadas de 2006-07, 2009-10, 2015-16, 2016-17 e 2017-18, obtendo o tricampeonato da Copa da Bielorrússia nos anos de 2007 , 2016 e 2017, em 2012 disputou a Liga Báltica conquistando o vice-campeonato, disputando a Liga dos Campeões da Europa nas jornadas 2016-17 e 2017-18, conquistando a medalha de prata na Copa CEV de 2017-18, qualificando-se para a Liga dos Campeões da Europa de 2018-19; chegando a disputar o Campeonato de Minsk e do Campeonato Russo, isto na jornada 2018-19.

### Títulos conquistados
Campeonato Bielorrusso
- Campeão:2006-07, 2009-10, 2015-16, 2016-17 e 2017-18[5]

 Campeonato Báltico
- Vice-campeão:2012-13

  Copa da Bielorrússia
- Campeão: 2007, 2016, 2017[5]

 Supercopa Bielorrussa
 Liga dos Campeões da Europa
 Copa CEV
- Vice-campeão: 2017-18[5]

 Challenge Cup
 Mundial de Clubes